# هوارد يونغ
هوارد يونغ (بالصينية: 楊孝華) هو قاضي صلح ‏ وسياسي صيني، ولد في 30 مارس 1948. نشط حزبياً في الحزب الليبرالي ‏. وقد انتخب عضو في اللجنة الوطنية لجمهورية الصين الشعبية خلال فترته النيابية ‏ وانتخب عضو المجلس التشريعي لهونغ كونغ عن دائرة Tourism (constituency) ‏ (1 يوليو 1998 – 30 سبتمبر 2008) وانتخب عضو المجلس التشريعي المؤقت ‏.